# جيغ (عربة)

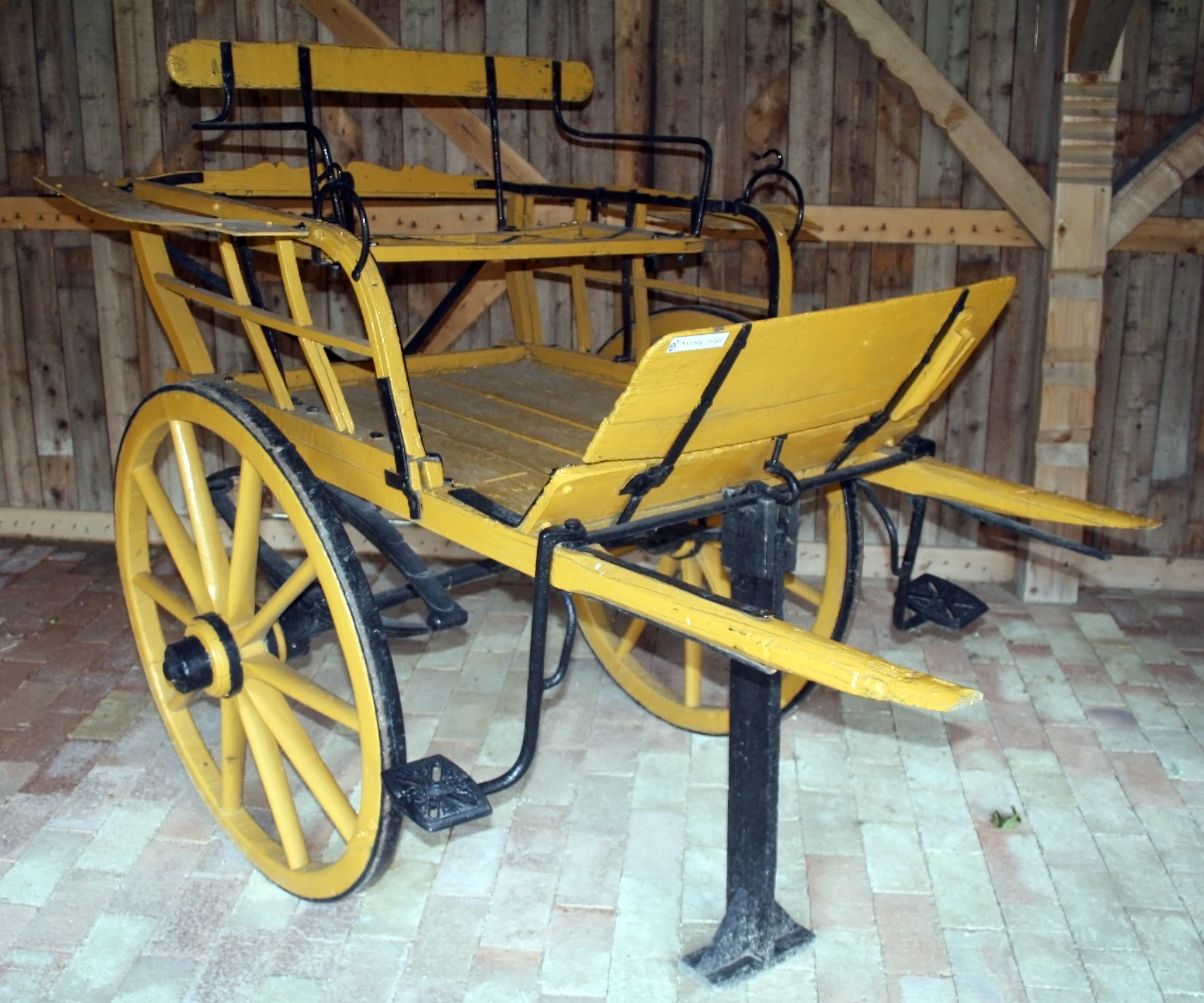
جَيغ ذو عجلتين

الجَيغ أو التَّكّ وتسمى الشيز هي عربة ذات نوابض خفيفة بعجلتين يسحبها فرس واحد.